# Kunstakademie de Düsseldorf
La Kunstakademie Düsseldorf (Academia de Belles Arts) és l'escola superior de Belles Arts de la ciutat de Düsseldorf a Alemanya.
Va ser creada pel príncep elector Carl Teodor el 1773. Hi van assistir artistes com Joseph Beuys, Gerhard Richter, Gotthard Graubner, Ruth Rogers-Altmann, Sigmar Polke, Anselm Kiefer i els fotògrafs Thomas Ruff, Thomas Demand, Thomas Struth, Andreas Gursky i Candida Höfer. A l'escala de l'entrada principal hi ha gravades les paraules: «Für unsere studenten nur das Beste» (Només el millor per als nostres estudiants).